# Chi Thông
Chi Thông (danh pháp khoa học: Pinus) là một chi trong họ Thông (Pinaceae). Nó là chi duy nhất trong phân họ Thông (Pinoideae). Có khoảng 115 loài thông trên thế giới, số liệu được các chuyên gia chấp nhận là từ 105 đến 125 loài.

## Phân loại và danh pháp
Chi thông được chia thành 3 phân chi, dựa trên các đặc tính về hạt, lá và nón:
- Pinus subg. Pinus, Các nhóm thông cứng hay thông vàng.
- Pinus subg. Ducampopinus, Các nhóm thông đuôi cáo hay thông Pinyon.
- Pinus subg. Strobus, Các nhóm thông mềm hay thông trắng.

## Phân bố

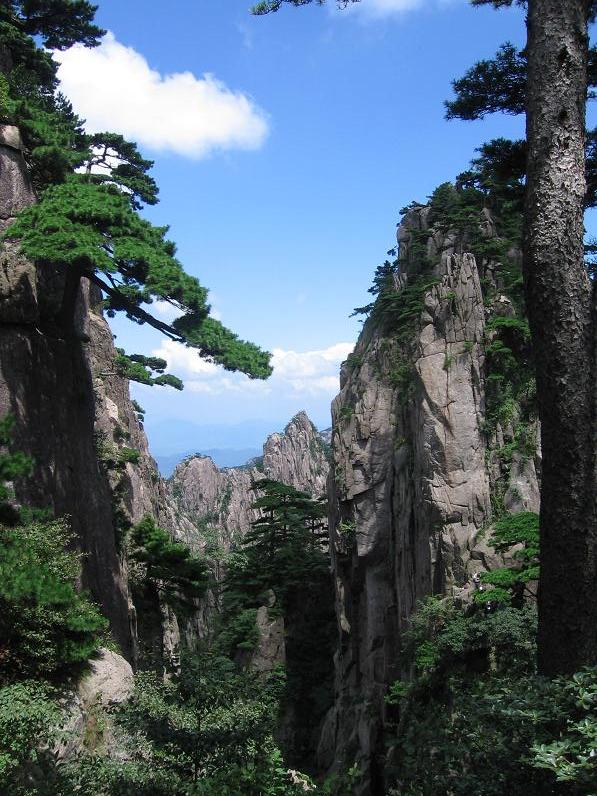
Thông Hoàng Sơn (Pinus hwangshanensis), An Huy, Trung Quốc

Thông sinh sống tự nhiên ở hầu khắp Bắc bán cầu. Ở lục địa Á-Âu, chúng phân bố từ quần đảo Canaria, bán đảo Iberia và Scotland đến vùng viễn đông Nga, ở Philippines, Na Uy, Phần Lan và Thụy Điển (thông Scot), và ở đông Siberi (thông lùn Siberi)...